# Angelo Rossi (1976)
Angelo Rossi (Roma, 23 febbraio 1976) è un politico italiano.
Laureato in scienze dell'amministrazione, canditatosi alle elezioni politiche del 2022, viene eletto deputato nel collegio plurinominale Lazio 1. In seguito viene nominato tesoriere dell'ufficio di presidenza del gruppo parlamentare di Fratelli d'Italia.